# Губанов, Михаил Николаевич
Михаил Николаевич Губанов — советский хозяйственный, государственный и политический деятель.

## Биография
Родился в 1907 году в Одессе. Член КПСС.
С 1924 года — на хозяйственной, общественной и политической работе. В 1924—1983 гг. — рабочий, студент Одесского индустриального института, руководящий работник Одесского станкостроительного завода, ответственный работник Наркомата станкостроения СССР, главный инженер станкостроительного завода в Мелитополе, в эвакуации в Акмолинске на той же должности, директор Бердянского завода дорожных машин.
Почётный гражданин Бердянска.
Умер в Бердянске в 1991 году.